# Felipe Velázquez
Felipe Velázquez Navarro (1926-12 de junio de 2016) fue un futbolista mexicano. Jugó para el Club Deportivo Guadalajara de 1953 a 1954.

## Clubes
| Club        | País   | Año       |
| ----------- | ------ | --------- |
| Atlas       | México | 1946-1953 |
| Guadalajara | México | 1953-1954 |

## Palmarés

### Títulos nacionales
| Título               | Equipo | País   | Año     |
| -------------------- | ------ | ------ | ------- |
| Copa México          | Atlas  | México | 1949-50 |
| Campeón de Campeones | Atlas  | México | 1949-50 |
| Primera División     | Atlas  | México | 1950-51 |
| Campeón de Campeones | Atlas  | México | 1950-51 |